# Ercole Albergati
Ercole Albergati, detto Zafarano (Bologna, ... – ...; fl. XV secolo), è stato un attore teatrale e scenotecnico italiano, vissuto nel quindicesimo secolo.
Allestì e prese parte a spettacoli per Luigi Maria Sforza, Giovanni II Bentivoglio e Ludovico, Francesco e Federico Gonzaga, tra cui, pare, la prima rappresentazione dell'Orfeo di Poliziano.